# とりしま (掃海艇)
とりしま（ローマ字：JDS Torishima, MSC-659）は、海上自衛隊の掃海艇。はつしま型掃海艇の11番艇。艇名は鳥島に由来する。

## 艦歴
「とりしま」は、昭和56年度計画掃海艇359号艇として、日本鋼管鶴見造船所で1982年6月30日に起工され、1983年6月23日に進水、1983年12月16日に就役し、第2掃海隊群第15掃海隊に編入され横須賀に配備された。
1990年11月28日、呉地方隊阪神基地隊第15掃海隊に編入。
1997年3月19日、隊番号の改正により、第15掃海隊が第42掃海隊に改称。
2000年12月1日、除籍。